# UUNET
UUNET은 9개 타이어 1 네트워크 가운데 하나이자 최대 인터넷 서비스 제공자 가운데 하나로, 1987년에 설립되었다. 버지니아 북부에 설립되었으며 최초의 상업 인터넷 서비스 제공자이기도 하다.
1996년에 UUNET의 월드컴의 일부로 MFS 커뮤니케이션스 컴퍼니에 매수된 뒤 2001년에는 UUNET의 월드컴에 통합되어 월드컴의 이름은 공식적으로 자취를 감추었다. 2001년 월드컴 하의 버라이즌 커뮤니케이션에 매각되었으며, 현재 UUNET은 버라이즌 비즈니스의 내부 브랜드로 자리잡혀 있다.